# Chiesa di Sant'Agostino (Bovolenta)
La chiesa arcipretale di Sant'Agostino è la parrocchiale di Bovolenta, in provincia e diocesi di Padova; fa parte del vicariato del Conselvano.

## Storia
Fin dall'Alto Medioevo Bovolenta era sede di un'importante pieve retta da un arciprete e si sa che fu collegiata con quattro canonici. La pieve, poiché distrutta da un incendio, venne riedificata a tre navate nel 1141. Nel 1224 si eresse il campanile, nel 1642 la chiesa venne ampliata, nel 1860 la torre campanaria fu rialzata e la sua cuspide venne realizzata nel 1890. Nel 1971 alla chiesa venne concesso il titolo di santuario.

## Galleria d'immagini

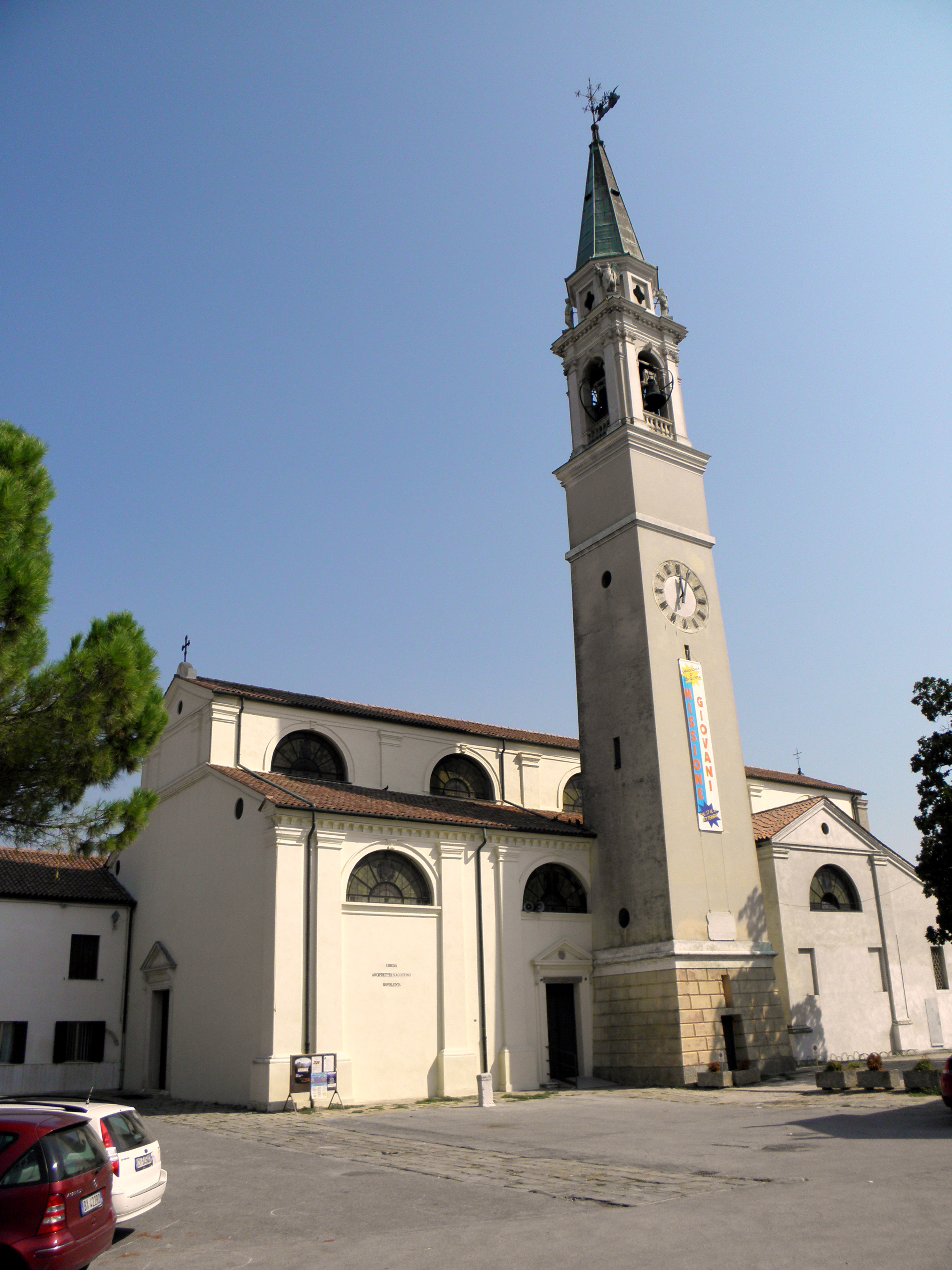
La chiesa ed il campanile
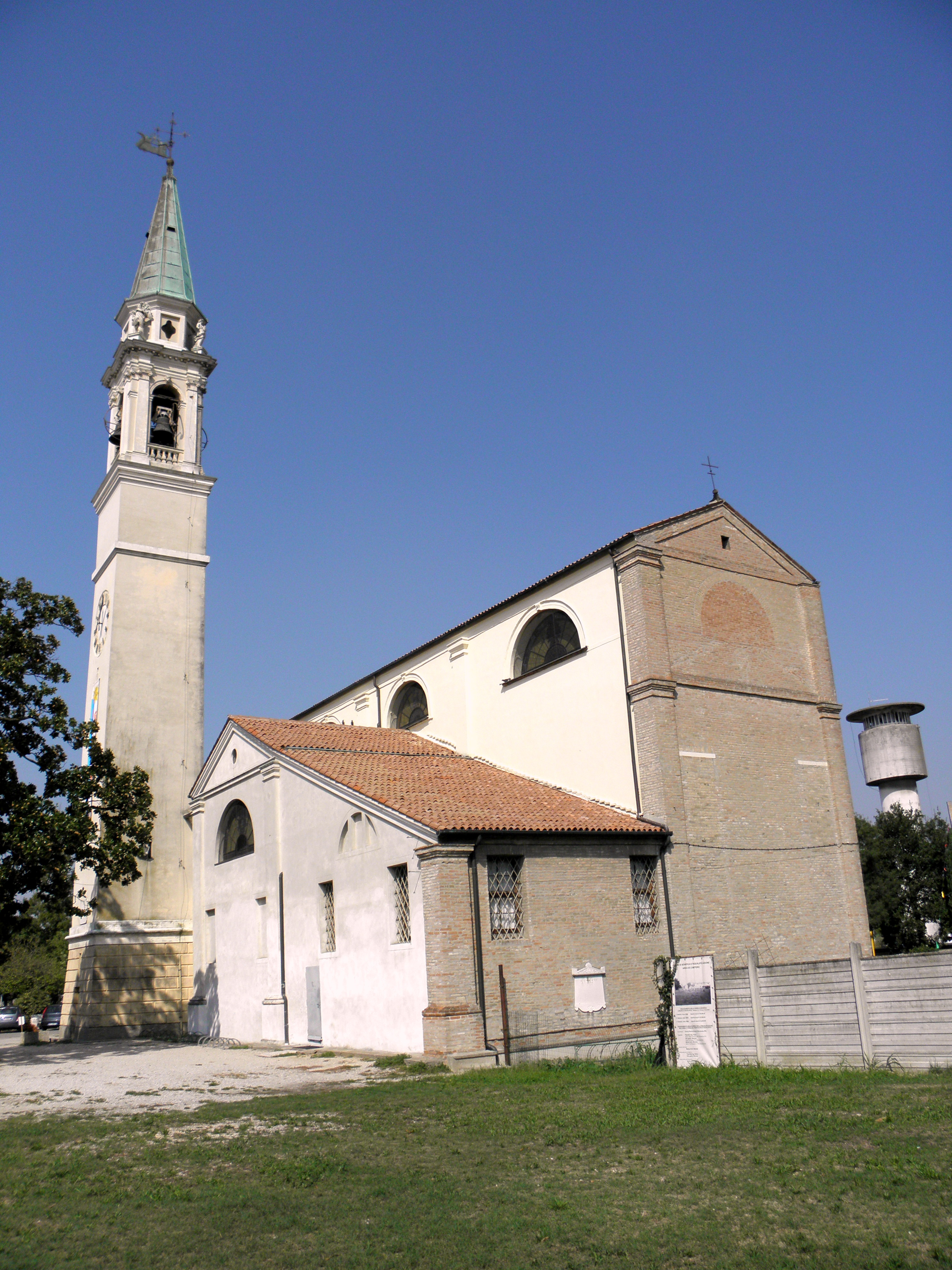
L'abside ed il campanile
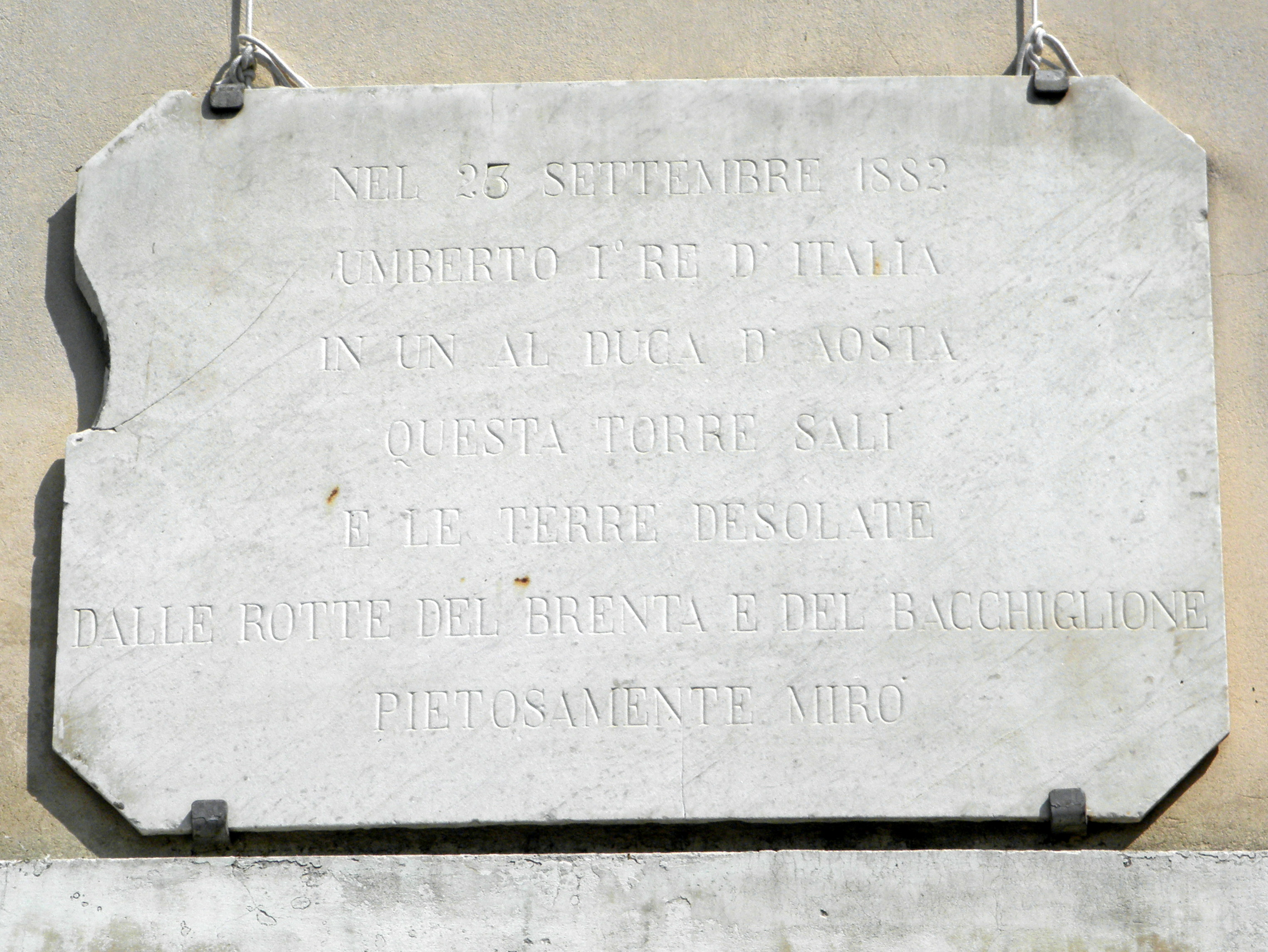
Targa commemorativa posta sul campanile